# Векуроній
Векуронію бромід (англ. Vecuronium bromide, лат. Vecuronii bromidum) — синтетичний препарат, який належить до четвертинних амонієвих сполук, та є представником класу недеполяризуючих міорелаксантів середньої тривалості дії, та має курареподібну дію. Векуроній розроблений до 1973 року як аналог іншого міорелаксанту панкуронію на основі рослинного алкалоїду малуетину, який має нейром'язову блокуючу дію. Препарат застосовується у клінічній практиці з 1984 року.

## Фармакологічні властивості
Векуроній — синтетичний препарат, що є четвертинною амонієвою сполукою, та відноситься до класу міорелаксантів. Механізм дії препарату полягає у блокуванні нікотинових холінорецепторів кінцевої пластинки рухового нерва скелетних м'язів, унаслідок чого стимулюється релаксація м'язів, зокрема під час хірургічних операцій, що полегшує проведення інтубації трахеї. За механізмом дії векуроній є недеполяризуючим міорелаксантом, та має швидкий початок дії та середню тривалість дії. Препарат застосовується в комплексі з іншими засобами для проведення наркозу, а саме для полегшення проведення інтубації трахеї. Антагоністами векуронію є інгібітори холінестерази, зокрема неостигмін, піридостигмін та ендрофоній, а також сугамадекс.

### Фармакокінетика
Векуроній після внутрішньовенного введення швидко всмоктується, максимальна дія препарату розпочинається приблизно через 3—4 хвилин після введення, та триває в залежності від дози до 30—40 хвилин. Векуроній метаболізується у печінці, виводиться препарат із організму переважно із фекаліями, частково із сечею. Середній період напіввиведення векуронію складає 65—75 хвилин, цей час може зростати у хворих з порушеннями функції нирок або печінки.

## Медичне застосування
Векуроній застосовується для релаксація м'язів під час хірургічних операцій, що полегшує проведення інтубації трахеї, та для індукції наркозу в дорослих і дітей, а також у дорослих як додатковий засіб для проведення штучної вентиляції легень.

## Інше застосування
Векуроній застосовується разом із тіопенталом натрію для проведення евтаназії в тих країнах, де вона дозволена (зокрема Бельгії та Нідерландах). Для проведення евтаназії проводиться внутрішньовенна ін'єкція підвищених доз тіопенталу натрію разом із міорелаксантом панкуронієм або векуронієм, який паралізує дихальні м'язи.
Векуроній також застосовується в комплексі для застосування для смертної кари шляхом смертельної ін'єкції в США.

## Побічна дія
Найчастішими побічними реакціями панкуронію є збільшення часу тривалості нейром'язової блокади. Найважчими побічними реакціями препарату є алергічні та анафілактоїдні реакції. Іншими побічними реакціями панкуронію є тахікардія, артеріальна гіпотензія, пригнічення дихання, реакції в місці введення, бронхоспазм, м'язова слабкість.

## Форми випуску
Векуроній випускається у вигляді флаконів з ліофілізатом розчину для ін'єкцій по 4, 10 і 20 мг.